# Taharana aperta
Taharana aperta är en insektsart som beskrevs av Nielson 1982. Taharana aperta ingår i släktet Taharana och familjen dvärgstritar. Inga underarter finns listade i Catalogue of Life.